# Кыуэ (волость)
Кы́уэ (эст. Kõue) — бывшая волость на севере Эстонии в уезде Харьюмаа.
В составе волости было 38 деревень: Аэла, Аланси, Арду, Хабая, Харми, Кадья, Канткюла, Катсина, Киривалла, Кирувере, Кукепала, Кырвенурга, Кыуэ, Лаане, Леисту, Лутсу, Лёора, Маргусе, Нуту, Ныммеру, Оясоо, Пала, Паунасте, Паункюла, Пуусепа, Рава, Риидамяэ, Рыыса, Саарнакырве, Саэ, Силмси, Сяаскюла, Трииги, Ууэвески, Вахетюки, Аанамыиса, Виола и Акси.
26 октября 2013 года волость Кыуэ прекратила своё существование, войдя в состав соседней волости Козе.